# Легка атлетика на літній Спартакіаді УРСР 1959
Змагання з легкої атлетики на літній Спартакіаді УРСР 1959 року серед дорослих відбулись 7-10 червня в Києві на Республіканському стадіоні імені Микити Хрущова та мали статус чемпіонату УРСР з легкої атлетики.
Львів'янка Світлана Костюкова перемогла у стрибках у висоту з новим республіканським рекордом (1,66 м).
В командному заліку перемогли спортсмени міста Києва, які завоювали 16 золотих медалей у 37 дисциплінах програми змагань.

## Медалісти

### Чоловіки
| Дисципліни                | Золото                                                                      | Золото    | Срібло                                                         | Срібло    | Бронза                                  | Бронза    |
| ------------------------- | --------------------------------------------------------------------------- | --------- | -------------------------------------------------------------- | --------- | --------------------------------------- | --------- |
| 100 метрів                | Леонід Бартенєв Київ                                                        | 10,5      | Вадим Архипчук Київ                                            | 10,7      | Ігор Мер Одеська обл.                   | 10,8      |
| 200 метрів                | Леонід Бартенєв Київ                                                        | 21,2      | Вадим Архипчук Київ                                            | 21,4      | Михайло Бондаренко Львівська обл.       | 21,5      |
| 400 метрів                | Арнольд Мацулевич Київ                                                      | 47,8 NR   | Григорій Свербетов Одеська обл.                                | 48,2      | Абрам Кривошеєв Чернівецька обл.        | 48,2      |
| 800 метрів                | Абрам Кривошеєв Чернівецька обл.                                            | 1.51,8    | Іван Бєлицький Одеська обл.                                    | 1.51,9    | Олексій Іванов Одеська обл.             | 1.51,9    |
| 1500 метрів               | Віктор Валявко Київ                                                         | 3.48,7    | Віктор Перепелиця Миколаївська обл.                            | 3.49,1    | Іван Бєлицький Одеська обл.             | 3.50,0    |
| 5000 метрів               | Іван Чернявський Рівненська обл.                                            | 14.22,0   | Леонід Мисик Київ                                              | 14.32,2   | Анатолій Горний Київ                    | 14.34,4   |
| 10000 метрів              | Іван Чернявський Рівненська обл.                                            | 29.59,8   | Олександр Ануфрієв Київ                                        | 30.31,8   | Григорій Басалаєв Дніпропетровська обл. | 30.54,4   |
| 110 метрів з бар'єрами    | Микола Батрух Львівська обл.                                                | 14,7      | Василь Анисимов Київ                                           | 14,8      | Юрій Козирев Київ                       | 14,9      |
| 200 метрів з бар'єрами    | Арнольд Мацулевич Київ                                                      | 24,2      | Микола Батрух Львівська обл.                                   | 24,5      | Борис Юшко Київ                         | 24,6      |
| 400 метрів з бар'єрами    | Арнольд Мацулевич Київ                                                      | 53,0      | Валентин Піотровський Київ                                     | 53,8      | Юрій Фокін Львівська обл.               | 54,4      |
| 3000 метрів з перешкодами | Григорій Таран Київ                                                         | 8.48,8    | Геннадій Репін Харківська обл.                                 | 8.54,6    | Адольф Шевченко Дніпропетровська обл.   | 9.00,0    |
| 4х100 метрів              | Львівська обл. Володимир Сальський Ігор Ліпман Роман Окуп Ігор Тер-Ованесян | 41,3      | Київ І Віктор Усатий Вадим Архипчук Юрій Пініс Леонід Бартенєв | 41,3      | Дніпропетровська обл.                   | 42,7      |
| 4х400 метрів              | Одеська обл. Олексій Іванов Сергій Маланічев Ігор Мер Григорій Свербетов    | 3.17,2    | Київ І                                                         | 3.18,6    | Харківська обл.                         | 3.19,3    |
| Ходьба 20 кілометрів      | Володимир Голубничий Сумська обл.                                           | 1:28.51,2 | Воля Гук Черкаська обл.                                        | 1:30.24,6 | Володимир Маєвський Київська обл.       | 1:32.32,0 |
| Ходьба 50 кілометрів      | Володимир Абраменко Сталінська обл.                                         | 4:34.45,0 | Володимир Голубничий Сумська обл.                              | 4:35.00,0 | А. Сіренко Миколаївська обл.            | 4:37.36,0 |
| Стрибки у висоту          | Гурам Габунія Харківська обл.                                               | 2,00 м    | Борис Рибак Одеська обл.                                       | 2,00 м    | Всеволод Попов Одеська область          | 2,00 м    |
| Стрибки з жердиною        | Ігор Петренко Київ                                                          | 4,40 м    | Віталій Чорнобай Львівська обл.                                | 4,40 м    | Петро Денисенко Київ                    | 4,30 м    |
| Стрибки у довжину         | Ігор Тер-Ованесян Львівська обл.                                            | 7,69 м    | Володимир Сіткін Київ                                          | 7,48 м    | Юрій Пасічник Кримська обл.             | 7,36 м    |
| Потрійний стрибок         | Анатолій Аляб'єв Київ                                                       | 15,67 м   | Дмитро Єфремов Київ                                            | 15,64 м   | Анатолій Маслюк Київська обл.           | 15,54 м   |
| Штовхання ядра            | Віталій Шабленко Київ                                                       | 15,91 м   | Антон Доценко Київ                                             | 15,51 м   | Євген Рибаков Кримська обл.             | 15,46 м   |
| Метання диска             | Віктор Компанієць Київ                                                      | 53,77 м   | Анатолій Михайленко Харківська обл.                            | 51,26 м   | Володимир Шевкалович Одеська обл.       | 49,57 м   |
| Метання молота            | Дмитро Єгоров Одеська обл.                                                  | 61,77 м   |                                                                |           |                                         |           |
| Метання списа             | Юрій Кутенко Львівська обл.                                                 | 71,91 м   | Анатолій Фурман Одеська обл.                                   | 70,18 м   | Геннадій Самойлов Київ                  | 69,09 м   |
| Десятиборство             | Юрій Кутенко Львівська обл.                                                 | 7208 очок | Володимир Ситкін Київ                                          | 6483 очки | Михайло Стороженко Львівська обл.       | 6336 очок |

### Жінки
| Дисципліни            | Золото                                        | Золото    | Срібло                                | Срібло    | Бронза                                        | Бронза    |
| --------------------- | --------------------------------------------- | --------- | ------------------------------------- | --------- | --------------------------------------------- | --------- |
| 100 метрів            | Віра Крепкіна Київ                            | 11,7      | Клавдія Жукова Харківська обл.        | 11,9      | Лілія Соловйова Харківська обл.               | 12,0      |
| 200 метрів            | Валентина Агафонова Миколаївська обл.         | 25,6      | Е. Клявіна Львівська обл.             | 25,6      | Валерія Косторжицька Львівська обл.           | 25,6      |
| 400 метрів            | Валентина Щукіна Дніпропетровська обл.        | 55,2      | Валентина Агафонова Миколаївська обл. | 55,3      | Людмила Шевцова-Лисенко Дніпропетровська обл. | 55,3      |
| 800 метрів            | Людмила Шевцова-Лисенко Дніпропетровська обл. | 2.07,0    | Любов Январьова Київ                  | 2.08,2    | Ніна Тимчук Вінницька обл.                    | 2.08,2    |
| 80 метрів з бар'єрами | Лія Хітріна Одеська обл.                      | 11,2      | Лілія Макошина Київ                   | 11,3      | Ніна Карпюк Київ                              | 11,4      |
| 4х100 метрів          | Київ I                                        | 48,2      | Одеська обл.                          | 50,2      | Львівська обл.                                | 50,4      |
| 4х200 метрів          | Львівська обл.                                | 1.40,6    | Харківська обл.                       | 1.43,2    | Київ I                                        | 1.43,6    |
| Стрибки у висоту      | Світлана Костюкова Львівська обл.             | 1,66 м NR | Олена Шабленко-Кудрявцева Київ        | 1,60 м    | Ніна Недобельська Київ                        | 1,60 м    |
| Стрибки у довжину     | Віра Крепкіна Київ                            | 6,14 м    | Людмила Радченко Київ                 | 6,01 м    | Клавдія Жукова Харківська обл.                | 5,93 м    |
| Штовхання ядра        | Марія Кузнєцова Київ                          | 15,64 м   | Любов Сівцова Київ                    | 14,82 м   | Любов Яковцева Київ                           | 14,20 м   |
| Метання диска         | Любов Яковцева Київ                           | 48,74 м   | Альбіна Єлькіна Вінницька обл.        | 48,40 м   | Валентина Сбітнєва Одеська обл.               | 46,58 м   |
| Метання списа         | Галина Висоцька Полтавська обл.               | 49,78 м   | Валентина Доброславцева Київ          | 48,00 м   | Катерина Ворошило Київ                        | 47,96 м   |
| П'ятиборство          | Таміла Нос Дніпропетровська обл.              | 4329 очок | О. Гедеон Львів                       | 4216 очок | Валентина Шапкіна Київ                        | 4211 очок |